# Hieracium hintonii
Hieracium hintonii là một loài thực vật có hoa trong họ Cúc. Loài này được Beaman mô tả khoa học đầu tiên năm 1984.